# 1955 في إيران
فيما يلي قوائم الأحداث التي وقعت خلال عام 1955 في إيران.

## سياسة

### انتهاء فترة المنصب
- 7 أبريل – فضل الله زاهدي رئيس وزراء إيران.

## مواليد

### يناير
- 1 يناير – حبيب الله سياري
- 1 يناير – حسن شاطري
- 1 يناير – حسين همداني عسكري إيراني.
- 1 يناير – محمود حجتي
- 22 يناير – مسيح مسيحنيا لاعب كرة قدم إيراني.

### فبراير
- 11 فبراير – بهتاش فريبا لاعب كرة قدم إيراني.[1]

### مارس
- 12 مارس – مهدي دينور زاده لاعب كرة قدم إيراني.

### أبريل
- 2 أبريل – محمد إبراهيم همت
- 30 أبريل – مهدي خواجه بيري

### مايو
- 15 مايو – برويز مشكاتيان موسيقي إيراني.

### يوليو
- 21 يوليو – ناصر رزازي مغني إيراني.

### سبتمبر
- 29 سبتمبر – علي شمخاني

### أكتوبر
- 24 أكتوبر – حسن روشن لاعب كرة قدم إيراني.[2]

### ديسمبر
- 1 ديسمبر – آذار نفيسي
- 2 ديسمبر – محمد بنجعلي لاعب كرة قدم إيراني.
- 6 ديسمبر – علي ربيعي

## وفيات

### يوليو
- 23 يوليو – أحمد قوام (مواليد 1876) سياسي إيراني.[3]

### ديسمبر
- 25 ديسمبر – نواب صفوي (مواليد 1924) رجل دين إيراني.